# آسابو
آسابو هي بلدية في اليابان، وبلدة في اليابان، تقع في هوكايدو، ومقاطعة هياما، بلغ عدد سكانها 3,959 نسمة وذلك حسب إحصائيات سنة 2018، تبلغ مساحتها 460.58 كيلومتر مربع.